# Lebia lalehzarensis
Lebia lalehzarensis – gatunek chrząszcza z rodziny biegaczowatych i podrodziny Lebiinae.
Gatunek ten opisany został po raz pierwszy w 2018 roku przez Saeda Azadbakhsha i Ericha Kirschenhofera na łamach pisma „Calodema”. Jako miejsce typowe wskazano okolice Laleh-Zar w irańskim ostanie Kerman.
Chrząszcz o ciele długości około 5,1 mm i szerokości około 2,8 mm. Głowa jest żółtawoczerwona, punktowana, skąpo oszczeciniona, zaopatrzona w wyłupiaste oczy oraz żółtawoczerwone, począwszy od czwartego członu owłosione czułki. Głaszczki są jednolicie żółtawoczerwone. Głaszczki wargowe mają spiczasto zakończony człon ostatni. Niespełna półtorakrotnie szersze niż dłuższe, żółtawoczerwone przedplecze jest bardzo delikatnie i rzadko punktowane. Kształt przedplecza cechuje się szeroko zaokrąglonymi kątami przednimi, prostymi kątami tylnymi i silnymi wykrojeniami od tych kątów do podstawy. Szerokie, jajowate, najszersze za środkiem pokrywy mają barwę rudożółtą z czarną przepaską poprzeczną utworzoną przez plamę środkową i dwie plamy boczne. Barki są dobrze zaznaczone, zaokrąglone. Międzyrzędy są płaskie z rozproszonymi, drobnymi, płytkimi punktami. Odnóża są rdzawoczerwone. Odwłok jest czarny, skąpo punktowany.
Owad palearktyczny, znany wyłącznie z Iranu.